# (39637) 1995 EG
1995 إي جي (ويعرف أيضًا باسم (39637) 1995 إي جي وفق تسمية الكوكب الصغير) (بالإنجليزية: 1995 EG)‏ هو كويكب ضمن حزام الكويكبات؛ وترتيبه 39637 من حيث الاكتشاف.
اكتُشف هذا الجُرم الفلكي بواسطة تاكيشي أوراتا ‏ في 1 مارس 1995.

## وصلات خارجية
- (39637) 1995 EG في قاعدة بيانات مختبر الدفع النفاث لأجرام النظام الشمسي الصغيرة

- الاكتشاف · مخطط المدار ·  العناصر المدارية · المعلمات المادية

- (39637) 1995 EG على موقع ويكي سكاي: DSS2, SDSS, GALEX, IRAS, Hydrogen α, X-Ray, Astrophoto, Sky Map, Articles and images